# Blåsenap
Blåsenap (Moricandia arvensis) är en korsblommig växtart som först beskrevs av Carl von Linné, och fick sitt nu gällande namn av Augustin Pyrame de Candolle. Enligt Catalogue of Life ingår Blåsenap i släktet blåsenaper och familjen korsblommiga växter, men enligt Dyntaxa är tillhörigheten istället släktet blåsenaper och familjen korsblommiga växter. Arten förekommer tillfälligt i Sverige, men reproducerar sig inte. Inga underarter finns listade i Catalogue of Life.
Blomman är lila med en dragning åt rött.

## Bildgalleri

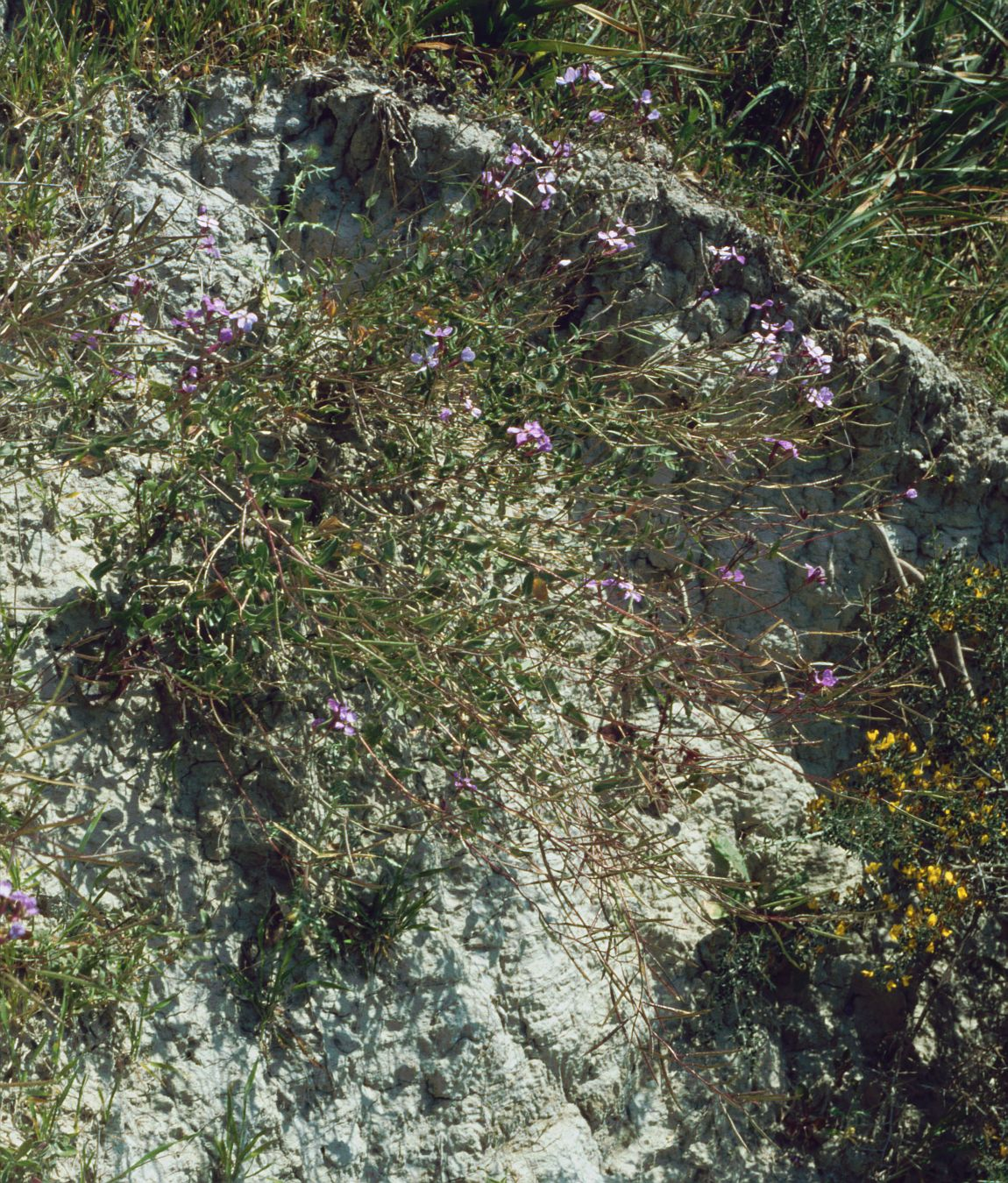
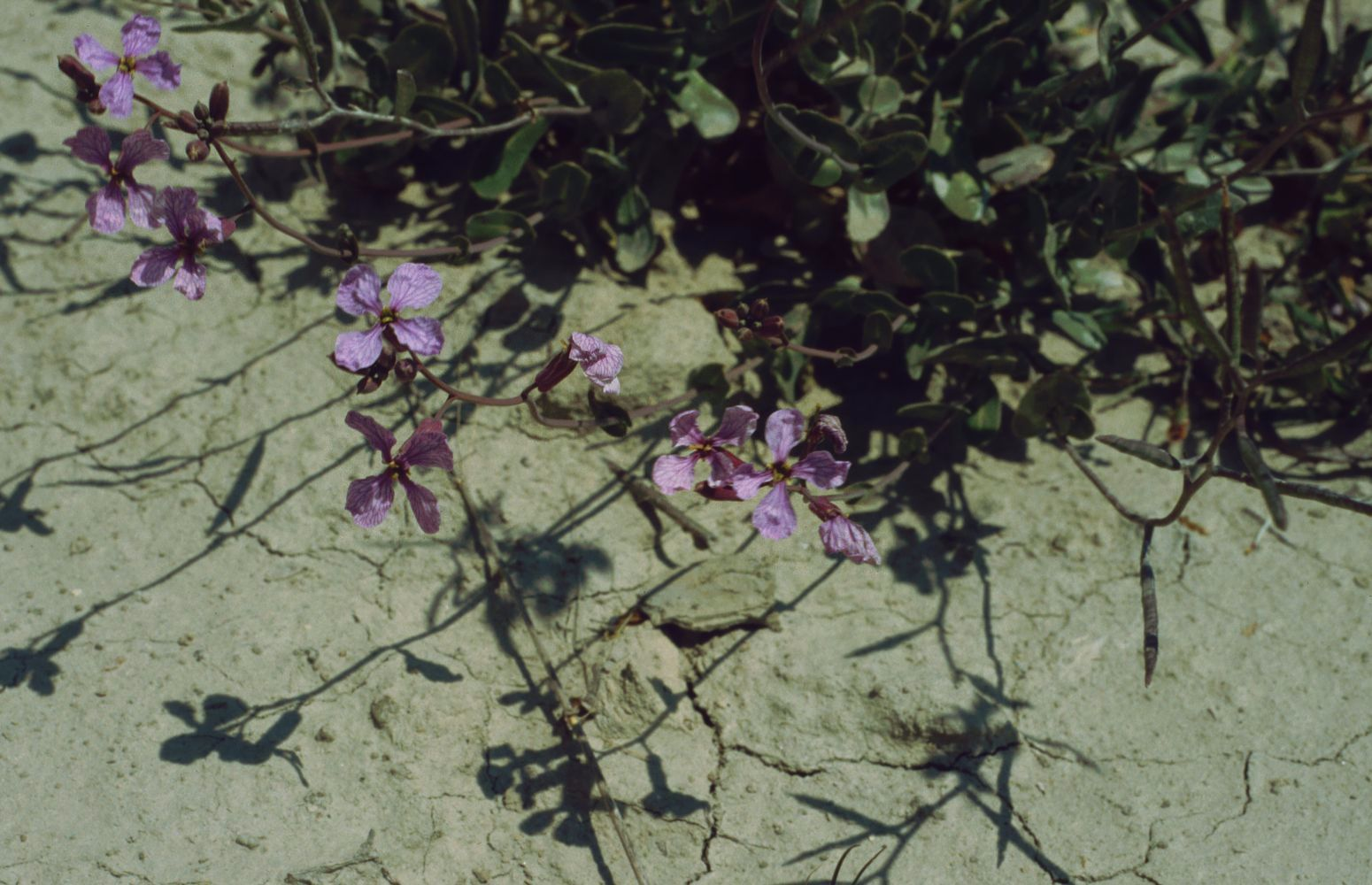
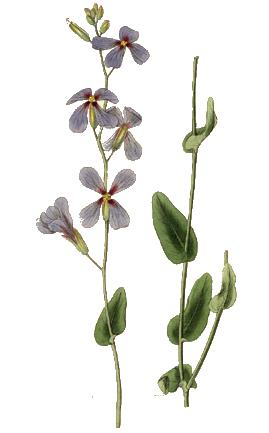
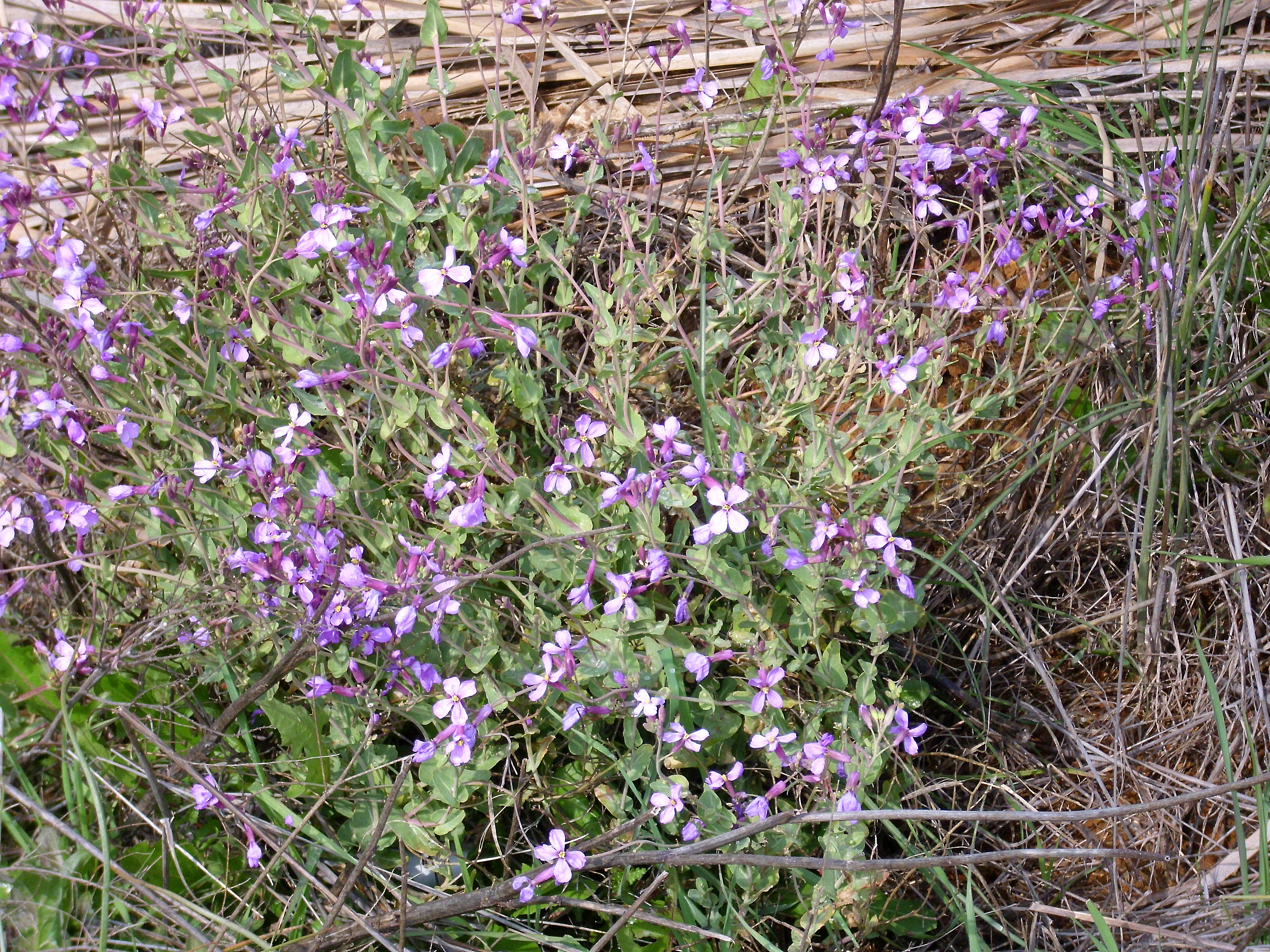
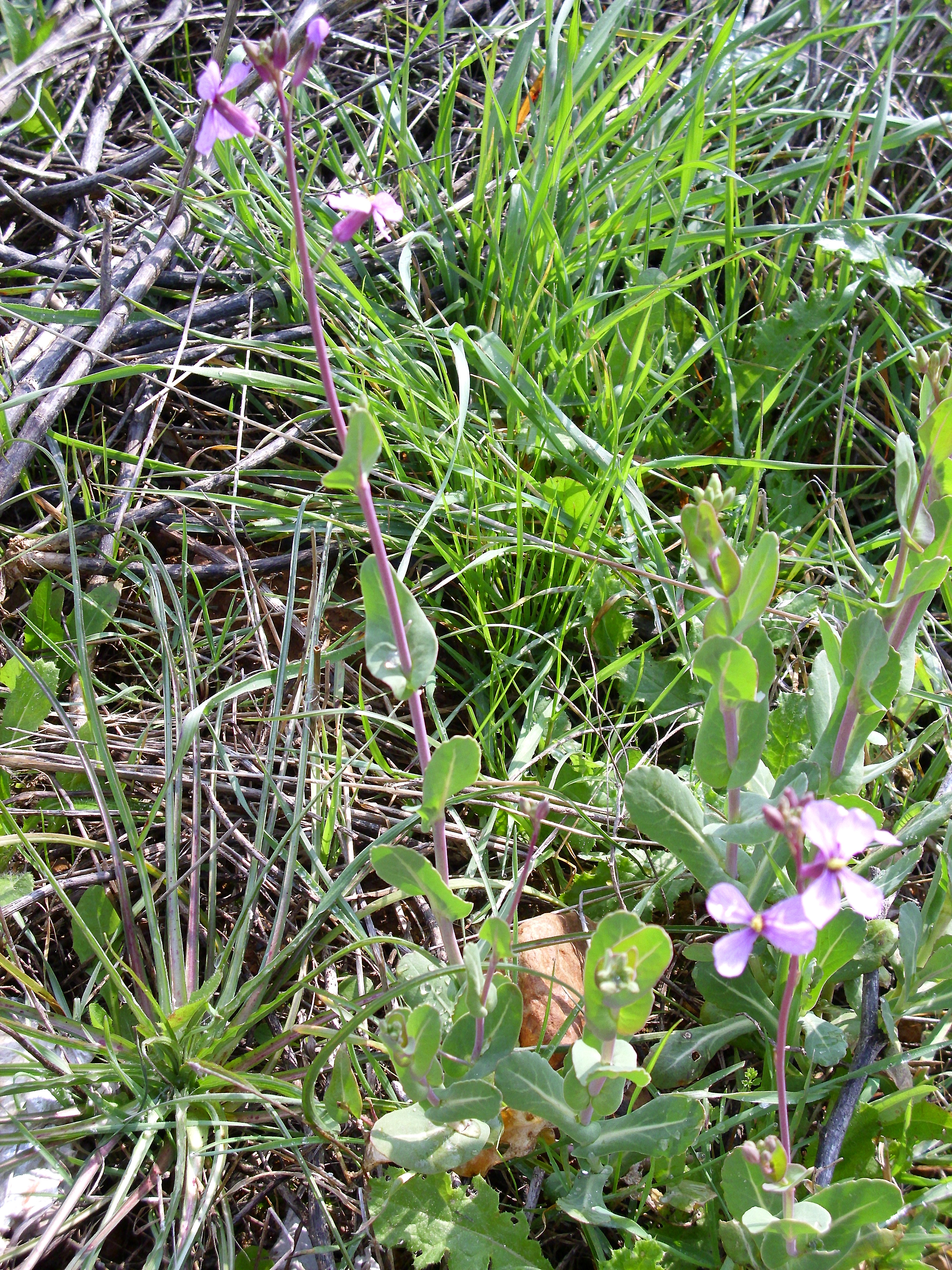
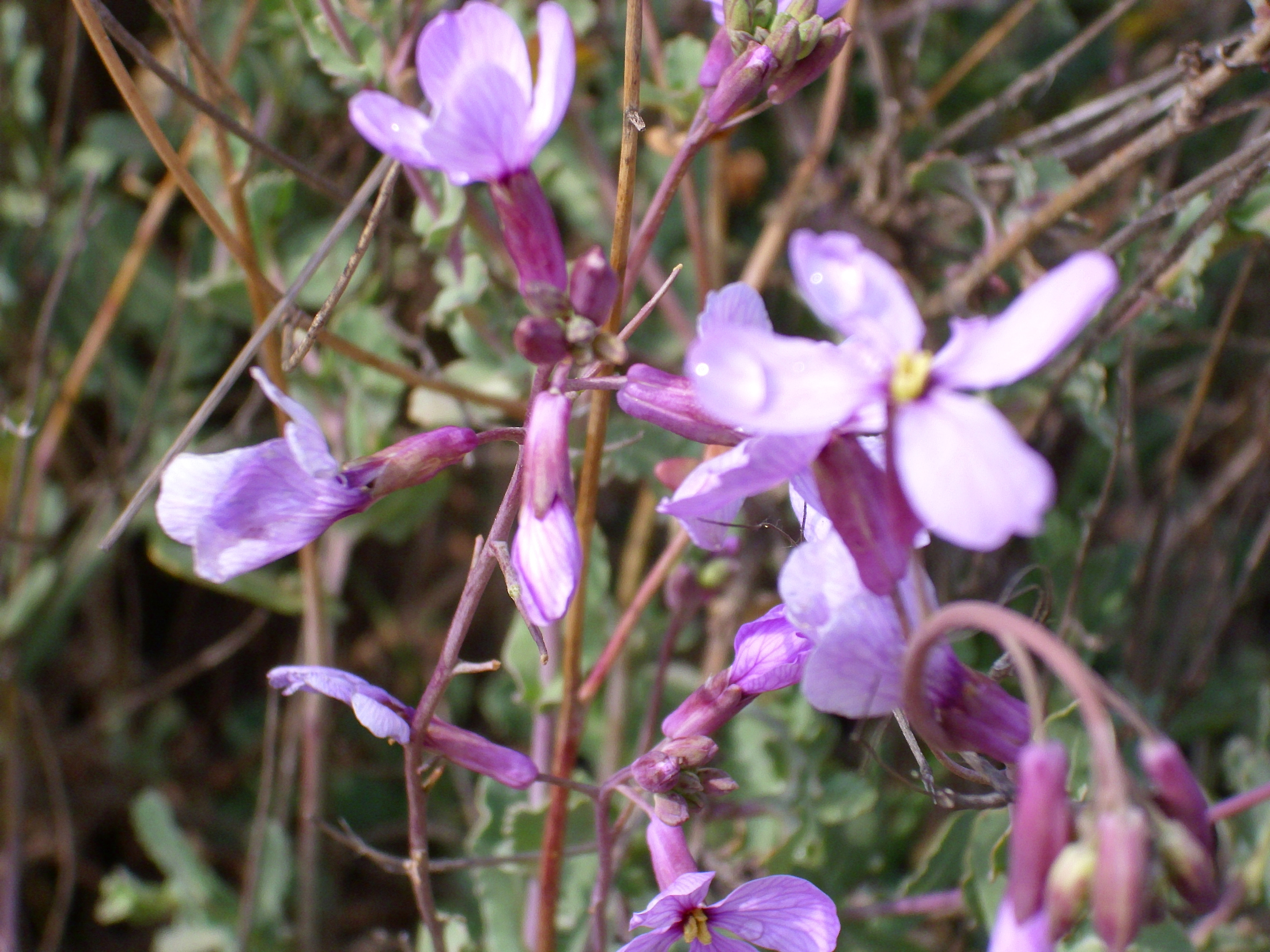